# James Gregory (acteur)
Pour les articles homonymes, voir Gregory.
James Gregory est un acteur et producteur américain né le 23 décembre 1911 dans le  Bronx, New York (États-Unis), décédé le 16 septembre 2002 à Sedona (Arizona).

## Filmographie

### Comme acteur
- 1948 : The Things people want de Jam Handy :
- 1948 : La Cité sans voiles (The Naked City) : Ptl. Albert Hicks
- 1951 : Les Hommes-grenouilles (The Frogmen) : Chief Petty Officer Lane
- 1954 : At This Moment : Bill Ritter
- 1956 : Énigme policière (The Scarlet Hour) de Michael Curtiz : Ralph Nevins
- 1957 : Poursuites dans la nuit (Nightfall) de Jacques Tourneur : Ben Fraser
- 1957 : Mon père, cet étranger (The Young Stranger) : Police Sgt. Shipley
- 1957 : The Big Caper : Flood
- 1957 : Terreur dans la vallée (Gun Glory) : Grimsell
- 1958 : Underwater Warrior (en) d'Andrew Marton : Lt. William Arnold, MD
- 1958 : Onionhead de Norman Taurog : The Skipper
- 1959 : Al Capone de Richard Wilson : Schaefler (narrator)
- 1959 : Hey Boy! Hey Girl! : Father Burton
- 1959 : La Quatrième Dimension (The Twilight Zone) (série télévisée) : Général Harvey (saison 1, épisode 1 : Solitude)
- 1961 : X-15 : Tom Deparma
- 1961 : La Quatrième Dimension (Les Passants) (Saison 3 épisode 4) Le Sergent
- 1962 : Rawhide (Crooked hat) (Saison 5 épisode 18) L'as de la gâchette, Jennings
- 1962 : Quinze jours ailleurs (Two Weeks in Another Town) : Brad Byrd
- 1962 : Un crime dans la tête (The Manchurian Candidate) : Sen. John Yerkes Iselin
- 1963 : Patrouilleur 109 (PT 109) de Leslie H. Martinson : Cmdr. C.R. Ritchie
- 1963 : Le Motel du crime (Twilight of Honor) : Norris Bixby
- 1963 : Le Combat du capitaine Newman (Captain Newman, M.D.) : Col. Edgar Pyser
- 1964 : La Charge de la huitième brigade (A Distant Trumpet) : Maj. Gen. Alexander Upton Quaint
- 1964 : Quick Before It Melts : Vice Amiral
- 1965 : Les Quatre fils de Katie Elder (The Sons of Katie Elder) : Morgan Hastings
- 1965 : À corps perdu (A Rage to Live) : Dr. O'Brien
- 1965 : Les Mystères de l'Ouest (Wild Wild West) (Série TV) - Saison 1, épisode 1 (The Night of the Inferno) : President Ulysses S. Grant
- 1965 : Bonanza : (TV) Saison 6 épisode 11 (Un homme admirable) : Whitney Parker
- 1966 : Matt Helm, agent très spécial (The Silencers) : MacDonald
- 1966 : Bien joué Matt Helm (Murderers' Row) : MacDonald
- 1966 : Star Trek : épisode Les Voleurs d'esprit : Dr. Tristan Adams
- 1966 : Gallegher : Sheriff Dodds (# Saison 3, Episode 1)
- 1966 : Papa Schultz (Hogan's Heroes) : Gen. Biedenbender (# Saison 2, Episode 2)
- 1967 : Clambake d'Arthur H. Nadel (de) : Duster Heyward
- 1967 : Matt Helm traqué (The Ambushers) : MacDonald
- 1967 : Le Virginien (Série TV) - Saison 05, épisode 21 (Sans pitié/Without mercy) : Cole Young
- 1968 : Évasion sur commande (The Secret War of Harry Frigg) : Gen. Homer Prentiss
- 1968 : Call to Danger (TV) : Paul Wilkins
- 1968 : Hawaii Five-O: Cocoon (TV) : Jonathan Kaye
- 1969 : The Love God? (en) de Nat Hiken : Darrell Evans Hughes
- 1969 : The Flim-Flam Man (TV) : Packard
- 1969 : Le Virginien (TV) saison 7 épisode 18 (The price of love) : Kimbro
- 1970 : Le Secret de la planète des singes (Beneath the Planet of the Apes) : General Ursus
- 1970 : Le Maître des îles (The Hawaiians) : Dr. Whipple Sr.
- 1970 : Le Virginien (TV) saison 9 épisode 12 (Last of the Comancheros) : Sheriff Parks
- 1971 : La Cane aux œufs d'or (The Million Dollar Duck) : Rutledge
- 1971 : Quand siffle la dernière balle (Shoot Out) : Sam Foley
- 1971 : The Late Liz : Sam Burns
- 1972 : Columbo : Accident (Short Fuse) (série TV) : David L. Buckner
- 1972 : A Very Missing Person (TV) : Oscar Piper
- 1972 : The Paul Lynde Show (série TV) : T.R. Scott (unknown episodes)
- 1972 : Columbo : Le Grain de sable (The Most Crucial Game) (série TV) : Coach Rizzo
- 1972 : The Weekend Nun (TV) : Sid Richardson
- 1973 : Miracle sur la 34e rue (Miracle on 34th Street) (TV) : District Attorney
- 1973 : Les Rues de San Francisco (TV) - Saison 2, épisode 3 (For the Love of God) : Joseph Patrick Shea
- 1974 : série télé MASH. saison 3 épisode4
- 1975 : L'Enquête de Monseigneur Logan (The Abduction of Saint Anne) (TV) : Pete Haggerty
- 1975 : L'Homme le plus fort du monde (The Strongest Man in the World) de Vincent McEveety : Chief Blair
- 1976 : Francis Gary Powers: The True Story of the U-2 Spy Incident (TV) : James Donovan
- 1978 : The Bastard (TV) : Will Campbell
- 1979 : Tendre Combat (The Main Event) d'Howard Zieff : Gough
- 1979 : Detective School (série TV) : Nick Hannigan (unknown episodes, 1979)
- 1980 : The Comeback Kid (TV) : Scotty
- 1980 : Gridlock (TV) : General Caruthers
- 1981 : Goldie and the Boxer Go to Hollywood (TV) : Leo Hackett
- 1982 : The Flight of Dragons : Smrgol (voix)
- 1983 : Attendez que maman revienne (Wait Till Your Mother Gets Home!) (TV) : Dan Peters

### comme producteur
- 1977 : Off the Wall

## Voix françaises
| - Michel Gatineau dans : - Quinze jours ailleurs - Patrouilleur 109 - La Charge de la huitième brigade - Claude Bertrand dans : - Les Quatre Fils de Katie Elder - Quand siffle la dernière balle - Columbo : Le Grain de sable (téléfilm) - Roger Tréville dans : - Matt Helm, agent très spécial - Bien joué Matt Helm - Matt Helm traqué | - André Valmy dans : - Le Motel du crime - Le Secret de la Planète des singes et aussi - Louis Arbessier dans Terreur dans la vallée - Jacques Hilling dans Un crime dans la tête - Raymond Loyer dans Le Combat du capitaine Newman - Jean Martinelli dans La Cane aux œufs d'or - Jacques Berthier dans Columbo : Accident (téléfilm) |